# Robel Bernárdez
Robel Bernárdez (Santa Fe (Honduras), 8 de junho de 1972) é um ex-futebolista hondurenho que atuava como meia.

## Carreira
Robel Bernárdez integrou a Seleção Hondurenha de Futebol na Copa América de 2001.

## Títulos
Seleção Hondurenha
- Copa América de 2001: 3º Lugar